# Teomèstor
Teomèstor (en llatí Theomestor, en grec antic Θεομήστωρ) fou un militar de Samos, fill d'Andròdames, que va arribar a tirà de l'illa.
Va dirigir un dels vaixells perses a la batalla naval de Salamina l'any 480 aC, i pels seus serveis en aquella batalla el rei Xerxes I de Pèrsia li va donar la tirania de l'illa de Samos segons diu Heròdot.